# Duntou (köpinghuvudort i Kina, Jiangsu Sheng, lat 32,65, long 120,35)
Duntou är en köpinghuvudort i Kina. Den ligger i provinsen Jiangsu, i den östra delen av landet, omkring 160 kilometer nordost om provinshuvudstaden Nanjing. Antalet invånare är 59 353. Befolkningen består av 31 042 kvinnor och 28 311 män. Barn under 15 år utgör 8,0 %, vuxna 15-64 år 72 %, och äldre över 65 år 18,0 %.
Runt Duntou är det tätbefolkat, med 762 invånare per kvadratkilometer. Närmaste större samhälle är Qutang, 16,8 km söder om Duntou. Trakten runt Duntou består till största delen av jordbruksmark.
Genomsnittlig årsnederbörd är 1 148 millimeter. Den regnigaste månaden är juli, med i genomsnitt 241 mm nederbörd, och den torraste är januari, med 30 mm nederbörd.